# Relikwiarz świętej królowej Jadwigi na Wawelu
Relikwiarz świętej królowej Jadwigi – relikwiarz Jadwigi Andegaweńskiej, króla Polski, umieszczony we wnęce ołtarza cudownego krucyfiksu królowej Jadwigi (świętej Jadwigi) w Katedrze na Wawelu. Zaprojektowany przez prof. Witolda Korskiego z Politechniki Krakowskiej i wykonany przez Antoniego Oremusa. Szczątki Jadwigi, mające już status relikwii zostały przeniesione do relikwiarza z nagrobka w roku 1987 po ekshumacji szczątków królowej.
Wykonany z brązu. Ma kształt prostopadłościennej skrzyni, której krótsze boki mają kształt kwadratów, a dłuższy podzielony jest na trzy kwadraty, wypełnione kołami i wpisanymi w nie wieloliściami z dekoracyjnymi maswerkami. W medalionach tych znajdują się herby Andegawenów, Królestwa Polskiego i Litwy, natomiast na środku korona z literą „h”. Na listwach rozdzielających pola na ścianie przedmiej napisy ”SANCTA HEDVIGIS REX POLONIAE" u góry i "ŚWIĘTA JADWIGA KRÓLOWA POLSKI" u dołu. W dolnej części, po prawej stronie sygnatura – nazwiska projektanta i wykonawcy.